# West-Himalayaanse struikzanger
De West-Himalayaanse struikzanger (Locustella kashmirensis, synoniem: Bradypterus kashmirensis) is een zangvogel uit de familie Locustellidae.

## Verspreiding en leefgebied
Deze soort komt voor in de westelijke Himalaya van Kashmir tot Kumaon.